# Zottiger Schillerporling
Der Zottige Schillerporling (Inonotus hispidus), auch „Plüschporling“ genannt, ist eine Pilzart aus der Familie der Borstenscheibenverwandten (Hymenochaetaceae).

## Merkmale

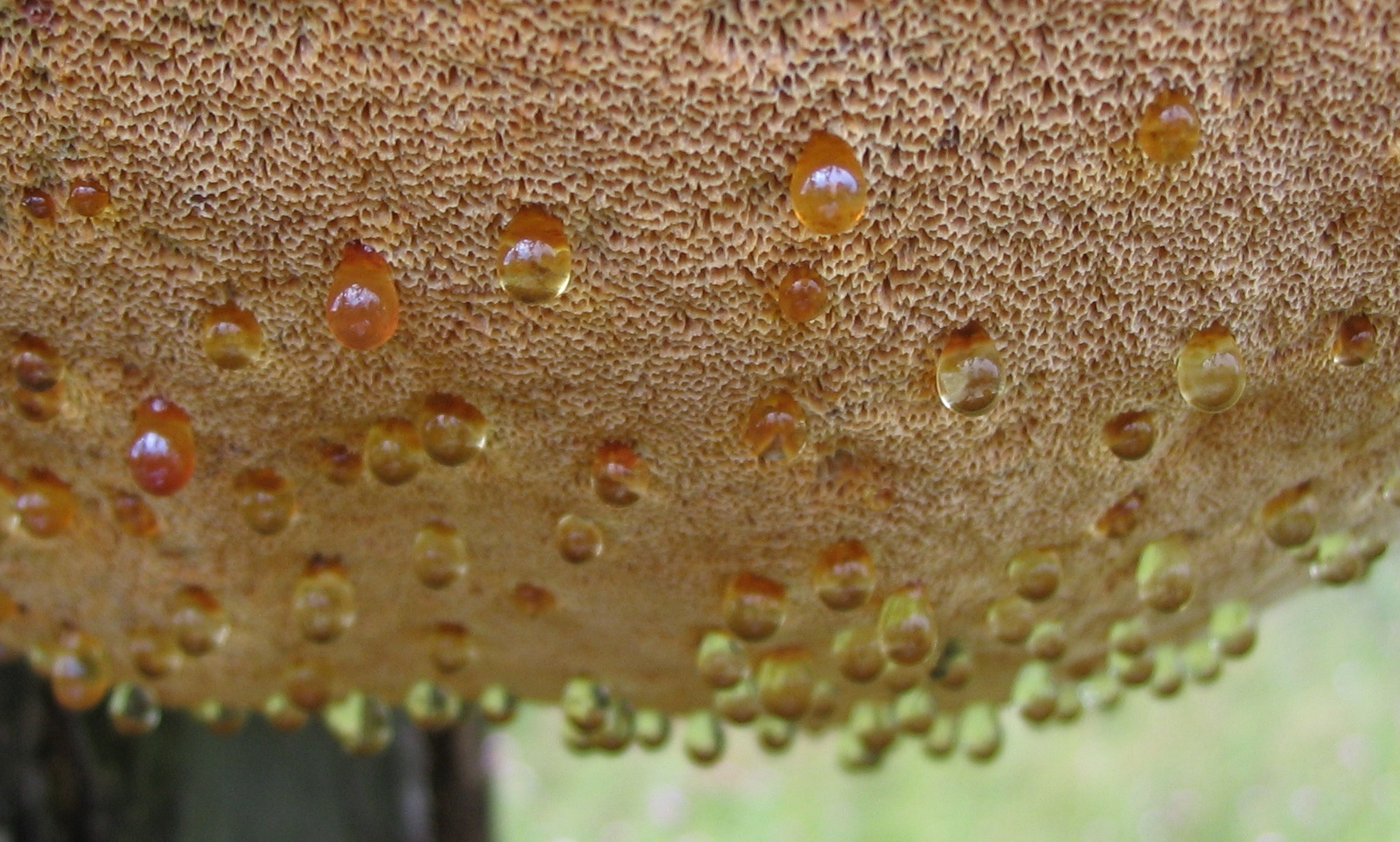
Poroide Unterseite des Zottigen Schillerporlings (Inonotus hispidus) mit Guttationstropfen

Der Zottige Schillerporling bildet konsolenförmige, einzeln oder zu mehreren dachziegelig übereinander stehende Fruchtkörper mit einer Breite von 10 bis 30 cm und einer Dicke von 3 bis 10 cm. Frische Exemplare sind schwammig, schwer und rostbraun gefärbt, Druckstellen dunkeln braun-schwarz nach. Die unzonierte Oberseite hat eine samtige, plüschartige bis grob zottige Struktur. Die Poren stehen zu 2–3 pro mm, haben eine gelb- bis rostbraune Farbe und scheiden in der Phase intensiven Wachstums immer Guttationstropfen aus. Die Röhren werden 2–5 cm lang und sind wie die Trama gold- bis rostbraun gefärbt. Im Winterhalbjahr können die „einjährigen“ Fruchtkörper als schwarz gefärbte Überreste am Baum ausgemacht werden.

## Ökologie und Phänologie

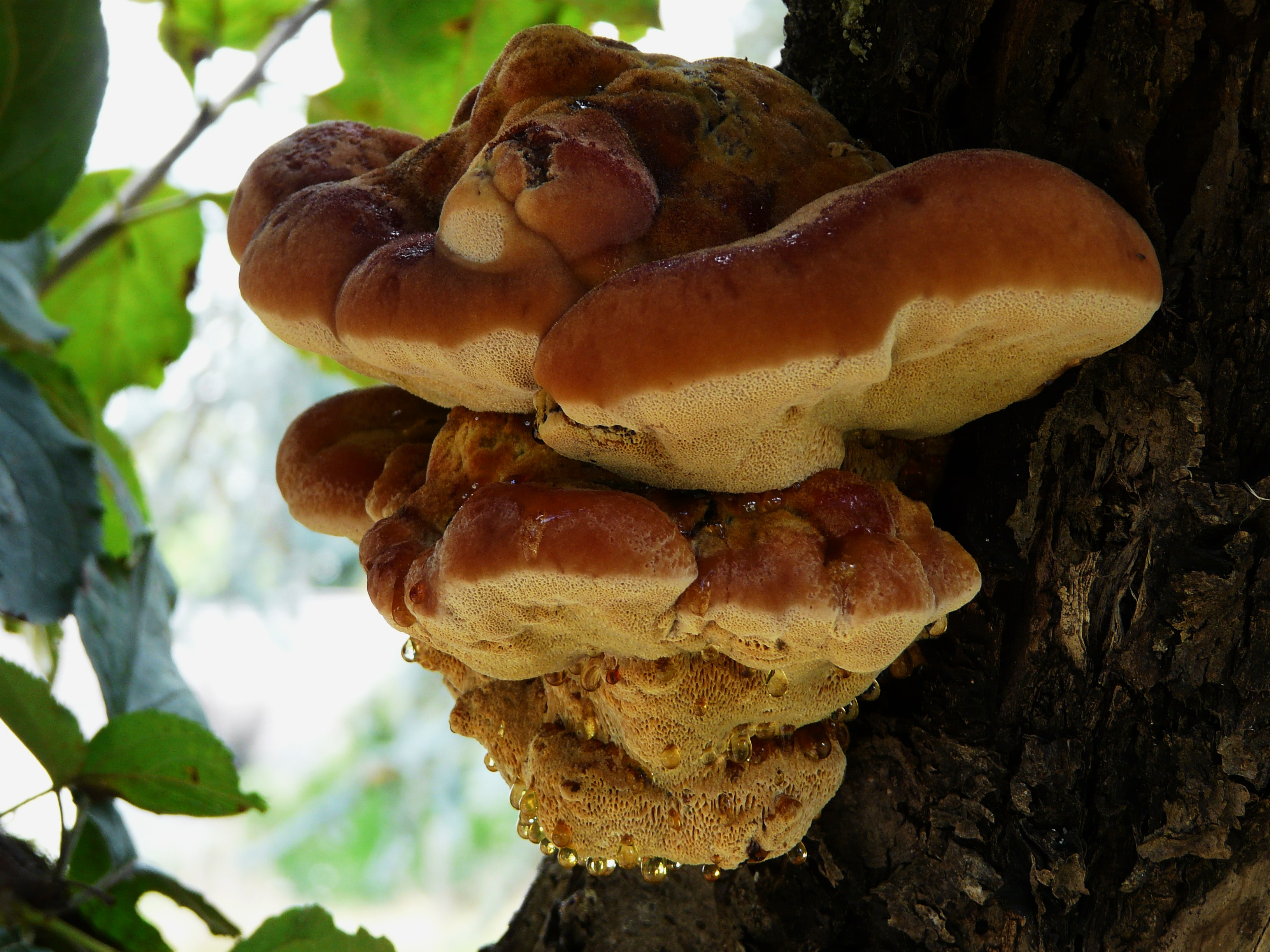
Dachziegeliges Hervortreten frischer Fruchtkörper des Zottigen Schillerporlings (Inonotus hispidus)

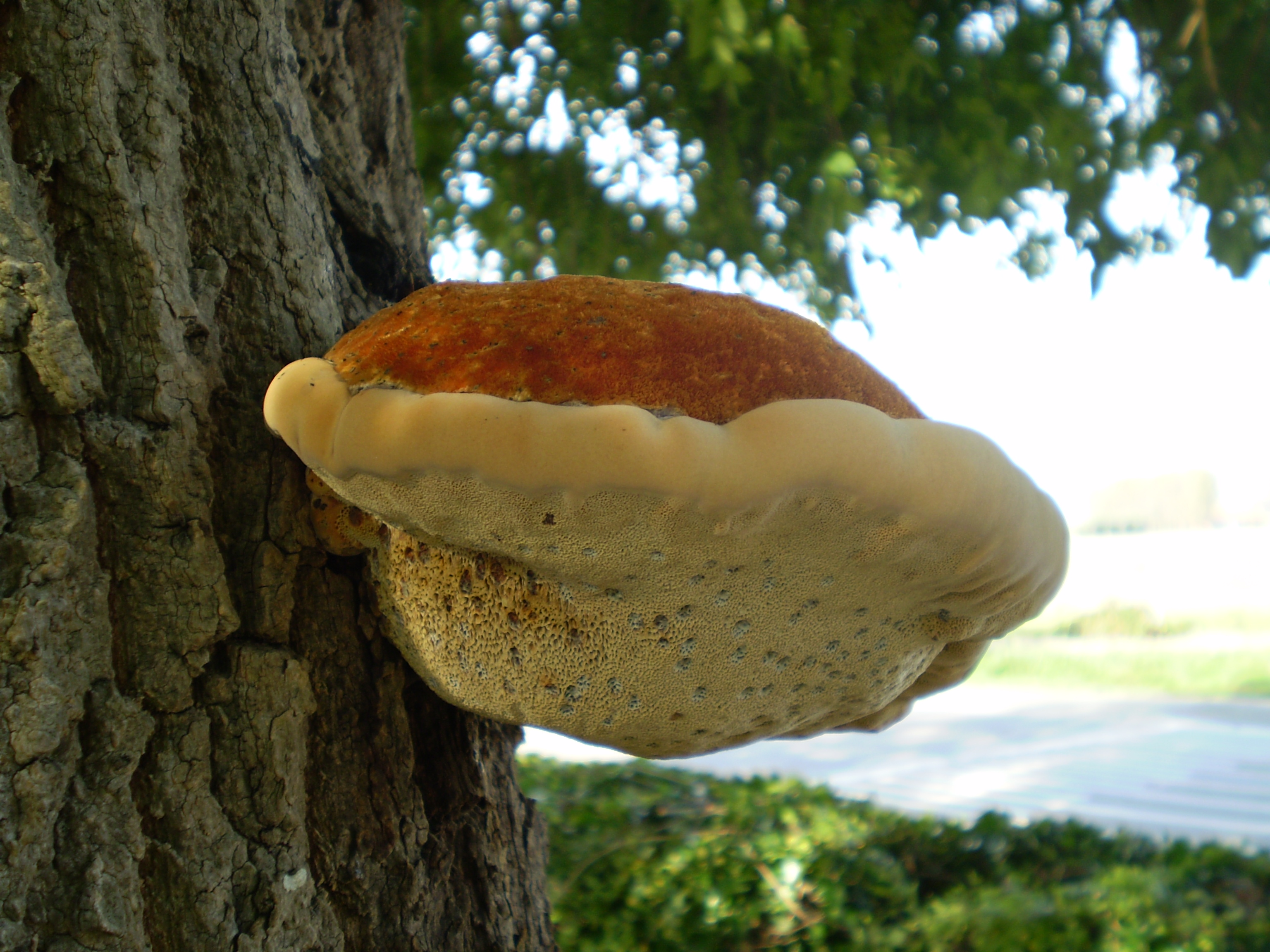
Einzelfruchtkörper des Zottigen Schillerporlings (Inonotus hispidus), gut erkennbar die weiten Öffnungen der Kanäle für die bereits beendete Guttation

Der Zottige Schillerporling ist ein parasitischer Holzbewohner und verursacht in Laubbäumen, vor allem Eschen und Apfel-, daneben Echte Walnuss-, Mehlbeer-Bäumen und häufig in Platanen, selten in Japanischem Schnurbaum eine massive Weißfäule. Er begünstigt dadurch das Ausmeißeln von Bruthöhlen für die Höhlenbrüter unter den Vögeln sowie das Anlegen der Nistgänge der Holzbienen. Die Art kommt zerstreut bis selten in naturnahen Laubwäldern vor, häufiger jedoch lebt und wuchert das Myzel dieses Großporlings in älteren Streuobst-, Park- und Straßenbäumen, in Gärten und ähnlichen Lebensräumen. Der Zottige Schillerporling fruktifiziert meist aus Stammwunden lebender oder frisch abgestorbener, noch stehender Bäume.
Die Fruchtkörper des Zottigen Schillerporlings erscheinen in Mitteleuropa meist vom Frühsommer bis zum Herbst, bei günstiger Witterung auch in anderen Jahreszeiten.

## Verbreitung
Der Zottige Schillerporling kommt von den nördlichen subtropischen bis zu den gemäßigten Breiten vor, er kommt in Asien von Syrien, der Türkei und dem Iran über Indien bis China und Japan, in Süd- und Nordamerika (Venezuela, Mexiko, USA), Nordafrika, Australien und Tasmanien, den Kanaren und Europa vor. In Europa reicht sein Verbreitungsgebiet vom Mittelmeer bis England und zur Nord- und Ostsee, ostwärts bis Rumänien, zur Ukraine und Belarus. Im Baltikum kommt die Art nicht vor, Einzelvorkommen gibt es in Skandinavien sowie in Süd- und Zentralrussland.

## Bedeutung
Der Zottige Schillerporling kommt aufgrund seiner korkartigen Konsistenz als Speisepilz nicht infrage. Als Stammparasit kann er Obst-, Straßen- und Parkbäume stark schädigen.